# San Mateo Río Hondo
San Mateo Río Hondo es una localidad del estado mexicano de Oaxaca. Es cabecera del municipio de San Mateo Río Hondo.

## Demografía
| Censo | Población |
| ----- | --------- |
| 1900  | 886       |
| 1910  | 912       |
| 1921  | 824       |
| 1930  | 650       |
| 1940  | 896       |
| 1950  | 873       |
| 1960  | 1134      |
| 1970  | 877       |
| 1980  | 1089      |
| 1990  | 934       |
| 1995  | 851       |
| 2000  | 759       |
| 2005  | 729       |
| 2010  | 824       |
| 2020  | 956       |